# 索洛德科沃德内
47°34′9″N 36°46′15″E / 47.56917°N 36.77083°E
索洛德科沃德內（烏克蘭語：Солодководне）是位於烏克蘭東南部的村莊，由扎波羅熱州波洛希區的羅濟夫卡市鎮負責管轄。該村始建於1836年，面積1.19平方公里，海拔高度151米，2001年人口401，人口密度每平方公里337人。